# A csengő
A csengő (olaszul Il campanello vagy Il campanello di notte [Az éjszakai csengő]) Gaetano Donizetti egyfelvonásos vígoperája. A szövegkönyvet maga a zeneszerző írta Mathieu-Barthélemy Troin, Léon-Lévy Brunswick és Victor Lhérie Az éjszakai csengő (La sonnette du nuit) című vígjátéka alapján. Ősbemutatója 1836. június 1-jén volt Nápolyban, a Teatro Nuovóban. Magyarországi bemutatójára 1926. május 26-án került sor a budapesti operaházban.

## Szereplők
| Szerep                                              | Hangfekvés           |
| --------------------------------------------------- | -------------------- |
| Serafina,                                           | szoprán              |
| Don Annibale di Pistacchio, patikus, Serafina férje | basszus vagy bariton |
| Spiridione, a patikus segédje                       | tenor                |
| Madama Rosa, Serafina anyja                         | mezzoszoprán         |
| Enrico, Serafina unokabátyja és előző udvarlója     | bariton              |

## Cselekménye
- Helyszín: Sorrento
- Idő:' 19. század

Don Annibale patikus lakodalmán vidáman mulatozik a vendégsereg. Köztük van Enrico is, az ifjú asszonyka unokafivére, aki ugyan remekül elszórakoztatja az egész társaságot, maga azonban csöppet sem örül annak, hogy a szép fiatal leány öreg emberhez készül kötni az életét, holott ő is udvarolgatott neki. Végül a vendégek távoznak és a boldog férj izgatottan készülődhet a szerelmes Serafinájához. A nászéjszaka sajnos rövidnek ígérkezik, mert már hajnalban útnak kell indulnia Rómába, ahol nagynénje végrendeletét bontják fel, s neki, mint érdekelt félnek, mindenképpen jelen kell lennie az izgalmas aktusnál. Ekkor megszólal a patika éjszakai csengője. Egy francia ifjú úr kér sürgősen valami jóféle borocskát, hirtelen támadt rosszulléte ellen. Az álruha természetesen Enricót rejti, aki – míg a patikus a pincébe siet – alaposan felforgatja a ház berendezését, úgyhogy még a házigazda sem igen ismeri ki magát saját otthonában. De már szól is újra a csengő. Enrico most mint rekedt énekes kér a patikus messze földön híres csodaszereiből, amiket természetesen rögtön ki is próbál, mégpedig bámulatos eredménnyel. Alig nyelt el belőlük néhány marékkal, máris úgy szól a hangja, hogy öröm hallgatni, csak persze nem Don Annibale számára, aki minél hamarabb szeretne szabadulni hálálkodó kliensétől. Aztán megszólal a csengő harmadszor is. Ezúttal öreg bácsiként állít be Enrico, aki végtelen hosszúságú receptet olvas fel, ami „felesége” számtalan baján lenne hivatott segíteni. Mikor pedig ez az utolsó „páciens” is eltávozott, Enrico saját mivoltában rángatja a csengőt, hogy idejében figyelmeztesse a patikust a postakocsi indulására. Így tartotta távol a hitvesi ágytól egész éjen át a pórul járt férjet. Azután Don Annibale elutazik, Serafina és Enrico pedig maradnak.

## Híres részletek
- Bella cosa, amici cari – Don Annibale cavatinája
- Non fuggir, t’arresta, ingrata! – Enrico és Serafina kettőse
- Mesci, mesci – Enrico áriája

## Diszkográfia
Alfredo Mariotti (Don Annibale), Emma Bruno De Sanctis (Serafina), Alberto Rinaldi (Enrico) stb.; velencei La Fenice Színház Ének- és Zenekara, vez.: Ettore Gracis (1964) Deutsche Grammophon 00289 477 5631